# Park Sung-geun
Park Sung-geun (kor. 박성근; ur 2 maja 1971) – południowokoreański aktor.

## Życiorys
Park Sung-geun urodził się 2 maja 1971 roku w Korei Południowej. Sung-geun jest absolwentem Seoul Institute of the Arts.

## Filmografia

### Filmy
- 2003:
  - Kook-hwa-kkot Hyang-gi jako pisarz
  - Choseung-dal-gwa bam-bae
- 2011:
  - O-jik Geu-dae-man jako okulista
  - Eui-roi-in jako patrolujący policjant
- 2012: Namyeong-dong 1985 jako detektyw
- 2014:
  - Jag-eun Hyeong jako Chang-soo
  - Je-bo-ja jako producent
- 2016: Deo king jako asystent Hyeon-gi Eoma
- 2018:
  - Hyeob-sang jako szef operacji
  - Mok-gyeok-ja jako prowadzący w filmie dokumentalnym
- 2020: Sa-ra-jin Si-gan jako dyrektor
- 2023: Afgański łącznik jako główny sekretarz
- 2024: Simin Deokhee jako kierownik zespołu wywiadowczego

### Seriale
- 2014: Eung-geub-nam-nyeo jako Ahn Yong-pil/chirurg
- 2015:
  - Pung-seon-ggeom jako Go Sang-gyoo
  - Mi-se-seu-kab jako Yoon Seong-geun
- 2016:
  - Won-ti-deu jako Go Hyeong-joon
  - Choe-hoo-ro-boo-teo Doo-beon-jjae Sa-rang jako Han Jeong-sik
  - Pi-ri-bu-neun sa-na-i jako dyrektor wykonawczy Kang Hong-seok
  - Nae Sa-wi-eui Yeo-ja jako Goo Min-sik
- 2017:
  - Eul-moon-eui Il-seung jako Kwak Yeong-jae
  - Stranger jako Kang Won-cheol
- 2018:
  - Seu-ke-chi jako Oh Jin-woo
  - Nam-ja-chin-gu jako Choi Jin-cheol
  - Nae A-i-di-neun Gang-nam-mi-in jako Do Sang-won
- 2019: Dak-teo Peu-ri-jeu-neo jako Kim Man-cheol
- 2020:
  - Memorials jako Lee Dae-cheol
  - Sa-saeng-hwal jako Cha hyeon-tae
  - Geu Nam-ja-eui Gi-eok-beom
- 2021: Mi-chi-ji Anh-go-seo-ya jako Gong Jeong-pil
- 2022:
  - Miłość na bank jako Park Dae-seong
  - Mój szósty zmysł